# Apostolicam actuositatem

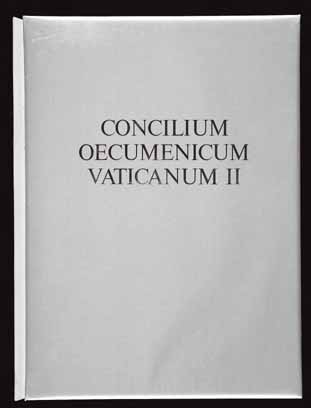
Zweites Vatikanisches Konzil

Apostolicam actuositatem (AA) heißt, nach seinen Anfangsworten, das Dekret über das Apostolat der Laien. Das Dekret wurde vom Zweiten Vatikanischen Konzil formuliert und nach feierlicher Schlussabstimmung mit 2305 Jastimmen und 2 Neinstimmen am 18. November 1965 von Papst Paul VI. promulgiert.

## Das Laienapostolat im Konzil
In den Konzilsdokumenten ist von den Laien mehrfach die Rede. Insbesondere das Dekret über das Laienapostolat führt aus, dass die Laien „in Kirche und Welt ihren eigenen Anteil an der Sendung des ganzen Volkes Gottes“ verwirklichen (AA 2; vgl. LG 31). Bemerkenswert ist, dass das Konzil das Laienapostolat nicht mehr von dem Apostolat der Kleriker ableitete, sondern von der Vereinigung des einzelnen Christen mit Christus. Die Laien haben „auch am priesterlichen, prophetischen und königlichen Amt Christi teil“ und „verwirklichen in Kirche und Welt ihren eigenen Anteil an der Sendung des ganzen Volkes Gottes. Durch ihr Bemühen um die Evangelisierung und Heiligung des ganzen Menschen und um die Durchdringung und Vervollkommnung der zeitlichen Ordnung mit dem Geist des Evangeliums üben sie tatsächlich ein Apostolat aus“ (AA 2).

## Inhalt des Dekrets

### Einleitung
Bereits in der Einleitung stellt das Dekret klar, dass das Apostolat zur Berufung der Christen selbst gehört und daher „in der Kirche niemals fehlen“ kann (AA 1). Ziel des Dekrets ist die Darstellung und Ausarbeitung der „Natur, Eigenart und Vielgestaltigkeit des Laienapostolats“ (AA 1). Auch wird eine Revision des Kirchenrechts in Belangen des Laienapostolats angekündigt.

### I. Kapitel: Die Berufung der Laien zum Apostolat
Die Teilhabe am dreifachen Amt Christi als Priester, Prophet und König haben die Laien Teil an der Sendung der Kirche. Durch ihre Position „inmitten der Welt“ legen sie durch ihr Tun Zeugnis für Christus ab und dienen damit dem Heil aller Menschen (AA 2). Es ist „ehrenvolle Last“ auch der Laien, daran mitzuwirken, dass die Botschaft Jesu die ganze Welt erreicht (AA 3). Zur Bewältigung dieser Last werden die Gläubigen mit den Gaben des Heiligen Geistes gestärkt. Durch den Empfang dieser Charismen „erwächst jedem Glaubenden das Recht und die Pflicht, sie in Kirche und Welt zum Wohl der Menschen und zum Aufbau der Kirche zu gebrauchen.“ (AA 3) Das geistliche Leben gilt es nicht von den Pflichten der Arbeit zu trennen, sondern die Arbeit und häusliche Pflichten in Vereinigung mit Christus zu erfüllen, um so „im Licht des Glaubens“ „immer und überall Gott zu erkennen“ (AA 4). Anschließend gibt der vierte Paragraph noch einige konkrete Hinweise sowohl zu Lästereien, dem richtigen Verhältnis zum Geld als auch zum freundschaftlichen Umgang. Die Berufung des Laien soll durch seinen Stand, ob in Ehe, Familie, Witwenschaft oder Ehelosigkeit, ein „besonderes Gepräge annehmen“, dementsprechend sollen die Laien bedacht sein, ihre Gaben weiterzuentwickeln und beispielsweise mit der Familie in Einklang zu bringen (AA 4). Als Vorbild wird den Christen die Jungfrau Maria dargestellt, die „auf Erden ein Leben wie jeder andere verbrachte, voll von Sorge um die Familie und von Arbeit, war sie doch immer innigst mit ihrem Sohn verbunden und arbeitete auf ganz einzigartige Weise am Werk des Erlösers mit …“ (AA 4). Sie gebe damit Beispiel für ein gelungenes geistliches und apostolisches Wirken.

### II. Kapitel: Die Ziele des Laienapostolates
Das Apostolat soll „in der Kirche wie in der Welt“ ausgeübt werden. Auch wenn die geistliche und weltliche Ordnung zu unterscheiden sind, ist der Laie doch als Christ und Bürger in besonderer Weise Teil beider Ordnungen (AA 5). Die Ordnungen „dürfen keinsfalls als die Bereiche von Gnade und Natur angesehen werden, erst recht nicht als antagonistische Dualität von Himmlischem und Irdischem oder von Kirche und Welt.“
Die „Aufgabe der ganzen Kirche“ liegt in der Befähigung der Menschen, die gesamte zeitliche Ordnung richtig aufzubauen und durch Christus auf Gott hinzuordnen, wenngleich der „Eigenwert“ von Wirtschaft, Kultur, Arbeit und Kunst anerkannt wird. Dabei komme es den Bischöfen und Priestern zu „die Grundsätze über das Ziel der Schöpfung und über den Gebrauch der Welt klar zu verkünden“, den Laien aber, die zeitliche Ordnung aufzubauen „sowie von christlicher Liebe gedrängt, unmittelbar und entschieden handeln. Sie sollen aus ihrer spezifischen Sachkenntnis heraus und in eigener Verantwortung als Bürger mit ihren Mitbürgern zusammenarbeiten und überall und in allem die Gerechtigkeit des Reiches Gottes suchen.“ (AA 7). Neben jener sozialen Tätigkeit soll aber auch der kulturelle Bereich Ziel des Apostolates sein (vgl. AA 7).
Ursprung alles apostolischen Wirkens ist die Liebe, die sich durch das caritative Werk besonders deutlich wird. Durch die sozialen Kommunikationsmittel ist die Menschheit enger zusammengerückt, weshalb die Werke der Nächstenliebe „dringlicher und umfassender“ geworden sind. Zu beachten bei allem caritativem Tun ist, dass im Nächsten das Bild Gottes gesehen wird und seine „personale Freiheit und Würde“ geachtet wird. So soll auch eine Hilfe zur Selbsthilfe und Unabhängigkeit gegeben werden (AA 8). In den Hilfswerken soll mit allen Menschen guten Willens zusammengearbeitet werden (vgl. AA 8).

### III. Kapitel: Verschiedene Bereiche des Laienapostolates
Der Titel des dritten Kapitels wurde in den Beratungen wiederholt verändert. Eine Unterscheidung im Titel zwischen Subjekt und Objekt des Apostolats wurde aufgegeben. Mit dem Begriff Bereiche wird auf beides aufmerksam gemacht. Das Apostolat der Jugend ist also sowohl das Apostolat ausgeübt von Jugendlichen als auch die Sendung an Jugendliche.
Im ersten Satz wird betont, das die Laien „ihr vielfältiges Apostolat sowohl in der Kirche als auch in der Welt“ betätigen (AA 9). Zu den wichtigeren Bereichen zählt das Dekret „die Familie, die Jugend, die sozialen Millieus“ und das gesellschaftliche Leben (AA 9). Der Frau wird kein eigener Abschied gewidmet. Dies war zunächst vorgesehen, dann aber durch Kürzungen aufgehoben. So findet sich die ausdrückliche Betonung des Apostolats der Frau bereits in AA 9.
Im Bereich der Kirche unterstützen die Laien die Hirten, die ihr eigenes Apostolat sonst nicht voll entfalten könnten. Das Apostolat der Laien besteht in der „Teilnahme am liturgischen Leben“ und durch „die Weitergabe des Wortes Gottes […] vor allem durch katechetische Unterweisung.“ (AA 10). Ihre Sachkenntnis bringen sie auch in die Verwaltung der kirchlichen Güter ein. Ein Engagement in der Pfarrei soll stets mit dem Blick auf das Bistum geschehen. Einer überpfarrlichen Aufgabe, die vom Bischof übertragen wird, sollen die Laien offen gegenübertreten.
In AA 11 reißt das Dekret ein Apostolat der Ehe und der Familie an, was sich ähnlich auch in Gaudium et spes findet. „Die Unauflöslichkeit und Heiligekeit des ehelichen Bandes“ soll durch das Leben der Partner „sichtbar“ gemacht werden. „Die Gatten sind einander die ersten und wichtigsten Seelsorger.“
Die Familie ist „Grund- und Lebenszelle der Gesellschaft“, daher soll sie „in der gegenseitigen Liebe“ und im Gebet als Hauskirche erweisen. In diesem Sinne ist das Familienapostolat keine Privatangelegenheit, sondern „reicht weit über die Familie hinaus, denn diese hat schon von Gott her eine entscheidende Funktion für die ganze Gesellschaft.“
Abschnitt 12 widmet sich der Jugend. Es wird ihre Tatkraft und Begeisterung gelobt. Apostel der Jugend sollen die Jugendlichen selbst sein, in eigener Verantwortung und in ihren jeweiligen Milieus. Damit greifen die Verfasser auf Ansprachen von Papst Pius XII. vor der Christlichen Arbeiterjugend zurück. Dabei sollen die Jugendlichen aber von Erwachsenen unterstützt und ermutigt werden. Der letzte Satz von AA 12 stellt das Apostolat der Kinder heraus.
Der Bereich der „sozialen Milieus“ wird in AA 13 behandelt. Ein wichtiges Milieu stellt der Beruf dar. Hier gelingt es den Laien Kirche präsent zu machen. Dies kann durch „Milieufremde“ wie Priester und andere Laien in der Form nicht gelingen. Ihr Apostolat zeigt sich in der Einheit von Leben und Glauben (AA 13). Durch die zuvorkommende Hilfe, aber auch durch das Wort wird Christus so dem Nächsten verkündet. Analoges gilt für die häuslichen und gesellschaftlichen Bereiche. Der Dreischritt der Christlichen Arbeiterjugend „Sehen, urteilen, handeln“ ist hier gekürzt worden. Die Kommission des Dekrets sieht darin eine generelle Methode des Apostolats, weswegen es nicht auf diesen Bereich besonders angewendet werden kann.
Das Apostolat im „nationalen und internationalen Bereich“ (AA 14) zeichnet sich vor allem durch die Verpflichtung jeglichen Apostolats auf das Gemeinwohl. Zur Mitarbeit in Staat und Gesellschaft werden die Christen ermutigt.
Dabei ist auch eine Zusammenarbeit „mit allen Menschen guten Willens“ empfohlen. Insbesondere gilt das für die Beziehungen zwischen den Völkern.

### IV. Kapitel: Verschiedene Formen des Apostolates
In das Kapitel wird eingeführt mit der Feststellung, dass apostolische Tätigkeiten durch Einzelne und durch Vereinigungen ausgeübt werden können (vgl. AA 15). Zunächst sollte das Kapitel sich mit den gemeinschaftlichen Formen des Apostolats (Titel „über die gemeinschaftlichen Formen“) auseinandersetzen. In den Diskussionen entschied man sich aber schließlich auch, das Apostolat des Einzelnen zu würdigen, weshalb es zu größeren Textänderungen kam.
Ein Apostolat wird dann ausgeübt, wenn „Christus, der in seinen Gläubigen lebt, sichtbar“ gemacht wird (AA 16). Die Maxime des Evangeliums gilt den Christen „sind sie doch Bürger dieser Welt“ auch „beim Aufbau“ der Gesellschaft (AA 16). Die frühere Formulierung des „individuellen Apostolats“ wird nicht mehr verwendet, da ein Apostolat im eigentlichen Sinne nicht „individuell“ sein kann, sondern immer auf die Gemeinschaft hingeordnet ist und sein muss.
In AA 17 weist das Dekret auf die Regionen hin, in denen die Freiheit der Kirche eingeschränkt ist, dort kommen den Laien eine noch größere Verantwortung zu. Das Wagnis sein eigenes Leben in diesen schwierigen Situationen einzusetzen, wird ausdrücklich gewürdigt. Das persönliche Apostolat ist besonders in den Ländern gefragt, in denen die Kirche eine Minderheitsposition einnimmt. Hier kann das Apostolat in informellen und kleinen Gesprächsgruppen gelebt werden und vor Isolierung bewahren.
Im folgenden Artikel wird auf die Vereinigung der Laien im Apostolat eingegangen. Die Christen „seien Apostel in ihrer Familiengemeinschaft wie in Pfarrei und Bistum“ (AA 18). Das Dekret spricht sich für eine Stärkung der „gemeinschaftliche[n] und organisierte[n] Form des Apostolats“ aus (AA 18). Dies erhöht die Effektivität, gibt aber auch dem Einzelnen einen Rückhalt durch Austausch und Ermutigung. Gleichzeitig verbessert dies auch das „Eingehen auf Mentalität und soziale Lage derer an die sich das Apostolat wendet“.
Die Vereinigungen der Laien zeichnen sich durch eine große Verschiedenheit aus. Sie dienen aber allesamt nicht dem Selbstzweck, sondern sollen zur Evangelisierung und zur Barmherzigkeit dienen. Hervorgehoben werden diejenigen Vereinigungen die eine Einheit zwischen Leben und Glauben ihrer Mitglieder fördern (vgl. AA 19).
Daher wird den Christen das Recht („ius“) eingeräumt, „Vereinigungen zu gründen, zu leiten, und den gegründeten beizutreten.“ (AA 19) Gleichzeitig ist darauf zu achten, dass durch Neugründungen keine Zersplitterungen entstehen. Die Formulierung des Satzes unter Verwendung des Wortes „facultas“ (Möglichkeit) wurde abgelehnt.

#### Katholische Aktion
Artikel 20 widmet sich der Katholischen Aktion, deren Gründungen einige Jahrzehnte vor dem Konzil als Möglichkeit des Apostolats bestehen. Das Gespräch über die Katholische Aktion wurde von mehreren Konzilsvätern eingebracht. Die Debatte darüber war rege, zumal allein das Wort „Aktion“ in den angelsächsischen Sprachen eine andere Konnotation hat, als in den romanischen Sprachen, nämlich eine eher politische. AA 20 dreht sich deshalb um die Art und Weise der Zusammenarbeit zwischen der Hierarchie und den Apostolatsvereinigungen, seien sie als Katholische Aktion bezeichnet oder nicht.
Der knappe Artikel 21 verweist auf die internationalen Vereinigungen. Der letzte Artikel 22 beschreibt die Laien, die ihren „eigentümlichen Dienst“ („proprium ministerium“) innerhalb der Kirche tun. Eine große Anzahl an kirchlichen Berufen, wie der des Pastoralreferenten, ist im Nachgang des Konzils entstanden, die sich u. a. auf AA 22 beziehen. Die zolibäteren und verheirateten Laien sollen ihr Fachwissen „für immer oder auf Zeit“ in die Institutionen der Kirche einbringen. Dabei betont das Dekret auch, dass es einen entsprechenden Unterhalt für die Laienchristen und deren Familien geben muss. Darauf hatte schon Pius XII. eindrücklich hingewiesen.

### V. Kapitel: Die Ordnung
Das fünfte Kapitel „De ordine servando“ beginnt mit einem Artikel, der die „organische Einpflanzung […] des Laienapostolates in das Apostolat der ganzen Kirche“ betont, aber gleichzeitig wird „das Laienapostolat nicht von diesem getrennt gedacht, sondern im Gegenteil gerade als dessen organischer Teil“ angesehen. Ferner fordert AA 23 eine „angemessene Koordinierung“ des Laienapostolats durch die Hierarchie, das heißt durch die Bischöfe. Die Forderung um die Koordinierung ist eingebettet in die Aufforderung zur gegenseitigen Achtung und Hochschätzung jeglicher Form des Apostolat, die für die „Einheit der Kirche“ und zur geschwisterlichen Liebe notwendig ist (vgl. GS 23). Damit ist sowohl die Wertschätzung der Eigenheiten als auch die Autorität der Gesamtkirche gewahrt. Änderungswünsche, die den Autoritätsaspekt in dem kirchlichen Apostolat stärken wollten, wurden genauso zurückgewiesen, wie die Modi, die „einseitig die Freiheit und Autonomie betont haben wollten“. AA 24 fordert von den Hirten Aufbau und Unterstützung des Laienapostolats. Den Laien werden auch „Aufgaben, die enger mit den Ämtern der Hirten verbunden sind, etwa in der Unterweisung in der christlichen Lehre, bei gewissen liturgischen Handlungen und in der Seelsorge“ zugewiesen. Der Aufbau der Kirche ist auch als eine Aufgabe der Laien zu verstehen (vgl. AA 25).
Siehe auch: Beratende Gremien (AA 26)
Weiter regt AA 26 an, dass ein „Sekretariat zum Dienst und zur Anregung für das Laienapostolat errichtet werden“ soll, welches 1967 durch das Motu proprio Catholicam Christi Ecclesiam von Paul VI. geschaffen wurde. In den ersten Textentwürfen war gar von der Schaffung einer päpstlichen Kongregation die Rede. Die Meinungen der Konzilsväter gingen bei der Organisationsstruktur auseinander; die „Grundtendenz“ propagierte allerdings eine „möglichst lockere Form“.

### VI. Kapitel: Bildung zum Apostolat

#### Aufruf des Konzils
Der abschließende Aufruf des Konzils richtet sich an alle Laien, besonders „die jüngere Generation“. Sie sollen die Mission, auf die Jesus seine Jünger schickte, von neuem beherzigen (vgl. AA 33).

## Beratende Gremien
Aus den Überlegungen zum Apostolat der Laien heraus wurde angeregt, in Diözesen und Pfarreien, aber auch auf anderen Ebenen beratende Gremien („consilia“) einzurichten, „die die apostolische Tätigkeit der Kirche im Bereich der Evangelisierung und Heiligung, im caritativen und sozialen Bereich und in anderen Bereichen bei entsprechender Zusammenarbeit von Klerikern und Ordensleuten mit den Laien unterstützen“ (AA 26). Die Formulierung legt nahe, dass die Mitglieder dieser Gremien vor allem Laien sind, die „nach Bedarf und Angemessenheit“ mit den Klerikern und Ordensleuten zusammenarbeiten. Auf dieser Grundlage wurden beispielsweise die Pfarrgemeinderäte und andere innerkirchliche Räte gegründet.

## Das geweihte Leben
Manche Laien haben eine besondere Berufung zum geweihten Leben. Apostolicam actuositatem führt hierzu aus, dass sich die Laien, die aufgrund ihrer Berufung einem von der Kirche approbierten Vereinigungen oder Institute beigetreten seien, bemühen sollen, sich die diesen eigentümliche, besondere Ausprägung des geistlichen Lebens getreu zu eigen zu machen (AA 4).

## Textausgaben
- Decretum de Apostolatu laicorum / Dekret über das Apostolat der Laien. Lateinischer Text aus „Acta Apostolicae Sedis“ 58 (1966) 837–864. Deutsche Übersetzung besorgt im Auftrag der deutschen und österreichischen Bischöfe. Einleitung und Kommentar von Msgr. Univ.-Prof. Dr. Ferdinand Klostermann, Wien. In: LThK², Das Zweite Vatikanische Konzil, Konstitutionen, Dekrete und Erklärungen, Lateinisch und Deutsch. Kommentare, Teil II, Herder-Verlag, Freiburg im Breisgau 1967, S. 585–701. (Nachdruck 1986, ISBN 3-451-20756-7) Lateinisch-deutscher Paralleltext, ausführlich eingeleitet und kommentiert
- Decretum de Apostolatu laicorum / Dekret über das Apostolat der Laien „Apostolicam actuositatem“. In: Peter Hünermann, Bernd Jochen Hilberath (Hrsg.): Die Dokumente des Zweiten Vatikanischen Konzils. Lateinisch-deutsch. Herder-Verlag, Freiburg im Breisgau 2004, ISBN 3-451-28530-4, S. 387–435. Lateinisch-deutscher Paralleltext, genauere, sich durchgehend der lateinischen Vorlage anschließende Übersetzung, mit zahlreichen Korrekturen gegenüber dem „LThK-Text“ von 1967.[21]
- Franz Hengsbach: Das Konzilsdekret über das Laienapostolat. Lateinischer und deutscher Text mit Kommentar. Verlag Bonifacius-Druckerei, Paderborn 1967, 2. Auflage 1967.